# La Bastida de Manresà
La Bastida de Manresà és una antiga pallissa habilitada com a centre cultural de Farrera (Pallars Sobirà). És un edifici protegit com a Bé Cultural d'Interès Local.

## Descripció
La bastida de Manresà, en esdevenir el Centre d'Art i Natura s'ha restaurat i reconverit en tallers un paller obert o bastida que havia estat usat com a assecador d'herba i palla. Amb una monumental encavallada de fusta a la cara sud i construït cap al final del segle xviii o el principi del segle xix, aquest edifici singular és tot un símbol del poble juntament amb la torre porxada de l'església de St. Roc. L'estratègia urbana del Centre l'ha rescatat de la més que probable transformació futura en segona residència